# Marine de Djibouti

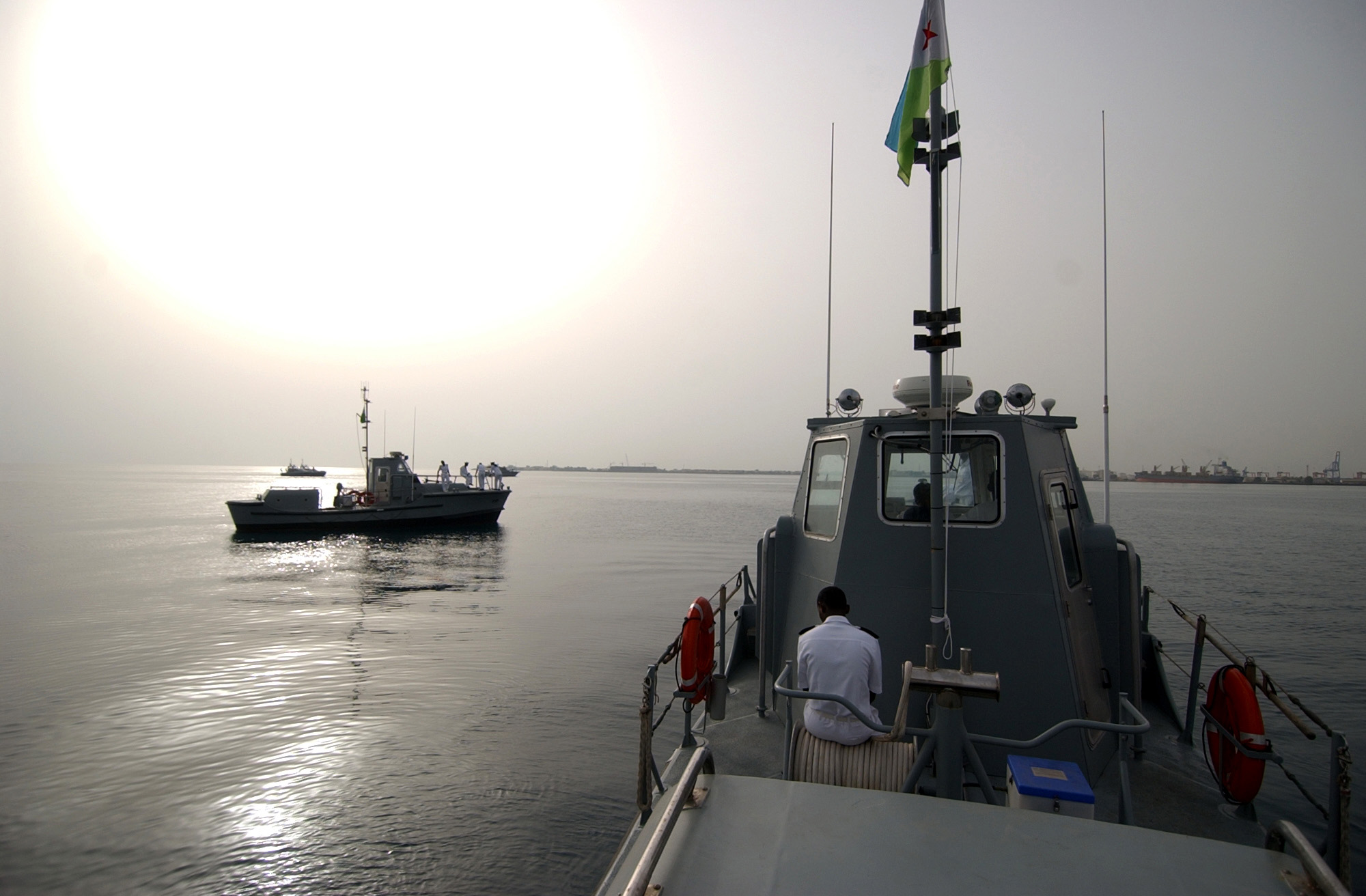
Patrouilleurs djiboutiens donnés par la marine américaine au large du port de Djibouti en 2006.

La Marine militaire de Djibouti (ou Forces navales de Djibouti) est faiblement équipée et cherche avant tout le contrôle de son espace maritime. Elle compte 300 hommes. 4 patrouilleurs côtiers offerts par les États-Unis en 2006 en forment la principale composante.

## Équipement
- 5 patrouilleurs de classe Swari[2]. Déplacement : 35 tonnes - Longueur: 13,5 m - Autonomie : 300 milles nautiques ou 5 jours en mer. Un des patrouilleurs est destiné à être cannibalisé au profit des quatre autres. Toutes ces unités ont servi aux garde-côtes américains avant d'être modernisées (GPS, vision de nuit, système de navigation...). Les quatre unités en service ont les codes P-05, P-07, P-12 et P-13.
- 2 patrouilleurs de conception italienne ou érythréenne. Le Moussa Ali - P-10 et le Montarreh - P-11.
- une douzaine de navires assurant la sécurité du Port de Djibouti.